# Комисарство на обществото на народите в София
Комисарство на Обществото на народите в София е орган за контрол на отпуснатия на България бежанския заем през 1926 г.
Комисарството е създадено с протокол на Обществото на народите от 8 септември 1926 г. по повод отпуснатия под покровителството на ОН финансов заем на България за настаняване и уреждане на бежанците. Контролът върху заема се осъществява от комисар – делегат на ОН, който назначава служителите в комисарството. Закрито е през 1933 г.
Архивът му се съхранява във фонд 467К в Централен държавен архив. Той се състои от 80 архивни единици от периода 1911 – 1933 г.